# Venadillo
Venadillo est une municipalité colombienne située dans le département de Tolima.